# Aron Beyene
Pour les articles homonymes, voir Beyene.
Aron Beyene, né le 27 mai 1985 en Érythrée, est un athlète suisse, spécialiste du 100 m et du relais.
Membre du Stade de Genève, son record est de 10 s 58, obtenu à Fribourg le 14 août 2010. Il participe au relais suisse avec lequel il est descendu en dessous de 39 s et a obtenu la convocation pour les Mondiaux de Daegu.